# 拉奇内斯
拉奇内斯（義大利語：Racines），是意大利波尔扎诺自治省的一个市镇。总面积203平方公里，人口4331人，人口密度21.3人/平方公里（2009年）。ISTAT代码为021070。